# Sainte-Marguerite-de-Viette

Sainte-Marguerite-de-Viette este o comună în departamentul Calvados, Franța. În 1 ianuarie 2018 avea o populație de 343 de locuitori.